# Thomas Hopkins Gallaudet
Thomas Hopkins Gallaudet (ur. 10 grudnia 1787 w Filadelfii, zm. 10 września 1851 w Hartford) – amerykański pionier edukacji osób niesłyszących i niedosłyszących, współzałożyciel i pierwszy dyrektor Asylum for the Deaf and Dumb w Hartford (pierwszej instytucji edukacji głuchych w Ameryce Północnej), patron Uniwersytetu Gallaudeta.

## Życiorys

### Dzieciństwo i młodość
Ojcem Thomasa Gallaudeta był Peter W. Gallaudet, potomek francuskiej rodziny hugenotów, którzy – po wydaniu (przez Ludwika XIV) edyktu z Fontainebleau (1685), uchylającego edykt nantejski (Henryka IV Burbona) – wyemigrowali z Francji i osiedlili się w New Rochelle w stanie Nowy Jork, przy granicy z Connecticut. Matka Thomasa, Jane z domu Hopkins, była córką kapitana Thomasa Hopkinsa, jednego z pierwszych osadników w Hartford (jego imię upamiętniono na historycznym monumencie, ustawionym na cmentarzu przy Center Church). 
W roku 1800 rodzina Thomasa Gallaudeta przeniosła się do Hartford, z którym Thomas związał się na całe życie (uczył się w Hartford Grammar School). Studiował w Yale College (część Uniwersytetu Yale), do którego uczęszczał od 15. roku życia (1802), jako najmłodszy w swojej grupie. Był uczniem wesołym i uzdolnionym (niezbyt pilnym). Wyróżniał się uzdolnieniami matematycznymi i biegłością w angielskiej składni. Jego wypowiedzi cechowała duża siła ekspresji. Ukończył szkołę (licencjat) przed osiągnięciem osiemnastu lat (1805), po czym uczył się prawa w kancelarii adwokackiej, którą prowadził w Hartford Chauncey Goodrich (senator z Connecticut, 1807–1813). Wykonywał zadania asystenta i referenta. Był również komiwojażerem, zajmując się sprzedażą „od drzwi, do drzwi”, między innymi na wiejskich terenach Ohio i Kentucky, gdzie poznał warunki życia ubogich rodzin i przekonał się, jak wielkie są niezaspokojone potrzeby żyjących tam dzieci (także w zakresie podstawowej edukacji). Kontynuację tej pracy utrudniały problemy zdrowotne. W 1808 wrócił na Uniwersytet Yale, gdzie uzyskał stopień Master of Arts. Podjął również – z wahaniami – studia w seminarium duchownym w Andover (1811). Pastorem został w 1814, w wieku 27 lat.

### Alice Cogswell iAmerican Asylum(1814–1831)

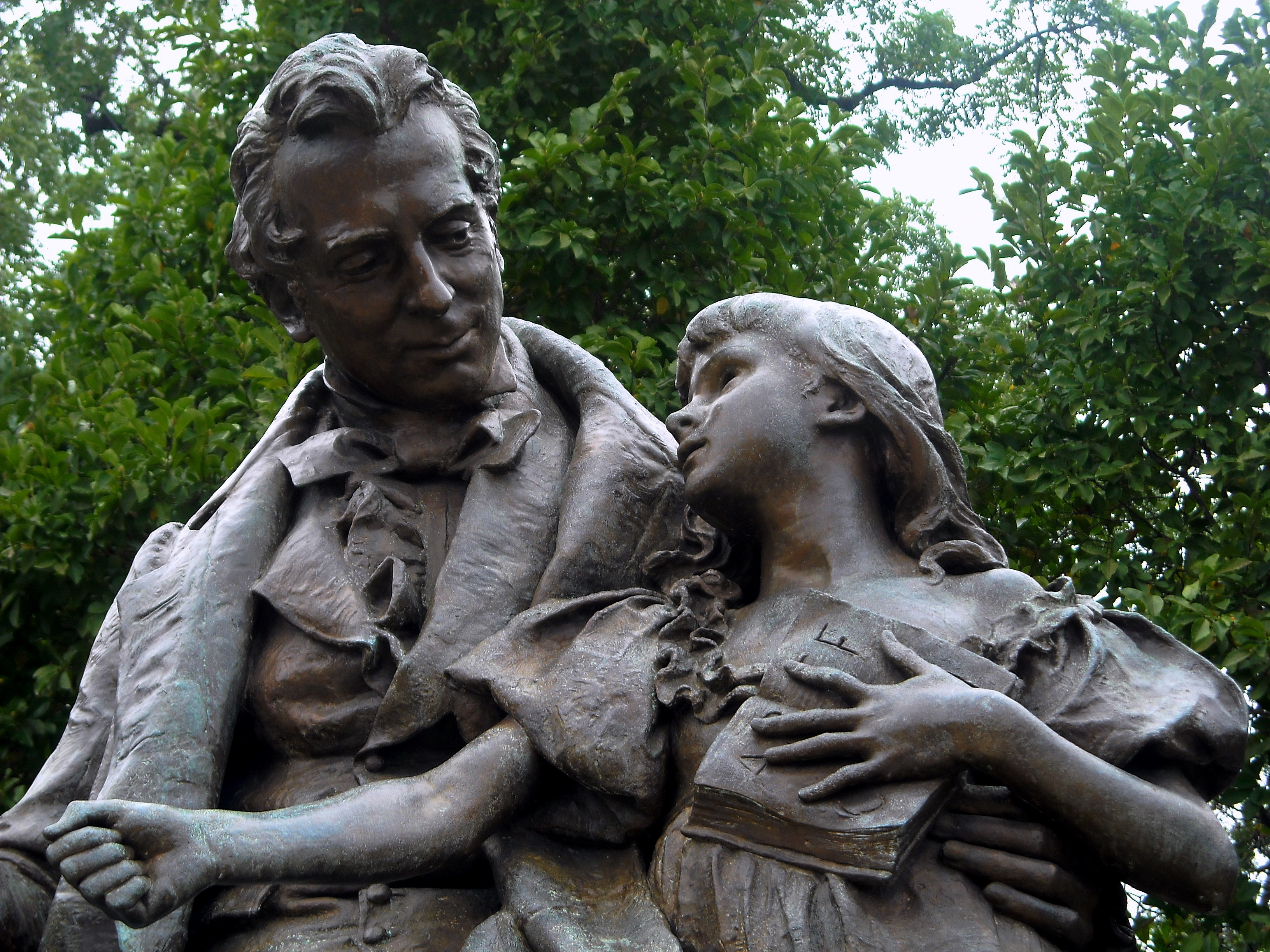
Pomnik Thomasa Gallaudeta z Alice Cogswell pokazującą A

W 1814 Thomas Gallaudet odwiedził rodzinę w Hartford. Obserwując przez okno zabawę młodszego rodzeństwa, zauważył bawiącą się samotnie dziewczynkę. Była to Alice Cogswell, córka sąsiadów: Masona Cogswella (znanego chirurga) i jego żony, Mary. Dowiedział się, że dziewięcioletnia Alicja w wieku dwóch lat straciła słuch w następstwie gorączki plamistej i wtórnego zapalenia opon mózgowo-rdzeniowych. Brak słuchu stał się barierą uniemożliwiającą nawiązywanie kontaktów z rodzeństwem i sąsiadami. Taka izolacja (zob. osoba niedostosowana społecznie, interakcja społeczna) bywała wówczas wiązana z przekonaniem, że głuchota i głuchoniemota jest efektem niedorozwoju umysłowego. Przyjmowano, że bez wyrażania myśli poprzez słowa nie jest możliwe kształtowanie pojęć i myślenie. Thomas Gallaudet podjął próby nawiązania kontaktu z dziewczynką i nauczenia jej komunikowania się z otoczeniem za pomocą obrazków i pisanych na piasku liter języka migowego. Korzystał m.in. z książki pt. Theorie des Signes, której autorem był francuski duchowny, Roch-Ambroise Cucurron Sicard. Wraz z ojcem dziewczynki doszedł do wniosku, że powinna uczyć się w specjalnej szkole, kontaktując się z innymi dziećmi. Wraz z dr. Cogswellem rozpoczął starania o utworzenie szkoły dla niesłyszących dzieci z okolicy. 
Ich pierwszym etapem był wyjazd Thomasa Gallaudeta do Europy – finansowany przez rodziny i przyjaciół – gdzie takie szkoły powstały już w XVIII wieku.
W pierwszej kolejności starał się poznać metody edukacji niesłyszących stosowane w Edynburgu (w Braidwood Academy, założonej w 1760 przez Thomasa Braidwooda). W tym ośrodku preferowano uczenie głuchoniemych wymawiania głosek – „oralizm” (metoda popierana później m.in. przez Aleksandra Bella, zob. też artykulacja). Gallaudet nie uzyskał poszukiwanych informacji o metodzie Braidwooda – okazało się, że techniki nauczania są utrzymywane w tajemnicy. 
Bardziej owocny okazał się pobyt w Londynie, w którym prowadził wówczas wykłady Roch-Ambroise Cucurron Sicard, prezentujący manualne techniki porozumiewania się z niesłyszącymi uczniami, opracowane w Paryżu i stosowane w pierwszej publicznej szkole dla niesłyszących dzieci, założonej w 1755 (L'Institut National de Jeunes Sourds de Paris). W demonstracjach uczestniczyli uczniowie i współpracownicy Sicarda – jego głusi asystenci: Jean Massieu i Laurent Clerc.
Mistrz Sicarda – Charles-Michel de L’Épée (założyciel L'Institut National de Jeunes Sourds de Paris) – sprzeciwiał się „oralizmowi”. Preferował język znaków motorycznych, język migowy (język sign). Porównywał go do „języka uniwersalnego”, o którym marzyli m.in. Rousseeau i Leibniz, zrozumiałego dla wszystkich – takiego, który „nie byłby środkiem do przekazywana myśli i uczuć, lecz w pewien magiczny sposób sam byłby myślą i uczuciem” (Sacks, 2011). De L’Épée pisał o nim:

 Ów uniwersalny język, którego na próżno szukali … jest tutaj; tuż przed waszymi oczami, to język migowy… Pogardzacie nim, ponieważ go nie znacie, a jednak jest on kluczem do wszystkich pozostałych języków.

Przytoczone cytaty dotyczą problemów poruszanych w czasie gorącej polemiki na temat możliwości i celowości kształcenia głuchoniemych metodami specyficznymi dla tej grupy ludzi, bez werbalizacji. Rosła grupa osób przekonanych, że umysłowe procesy postrzegania świata przez osoby niesłyszące zachodzą inaczej niż w przypadku korzystania z narządu słuchu (zob. lingwistyka kognitywna, antropolingwistyka, psychologia poznawcza), w związku z czym konieczne jest stosowanie innych metod wyrazu w kontaktach interpersonalnych – przymuszanie głuchoniemych do opanowywania „języków mówionych” jest krzywdzącą dyskryminacją.
W czasie pobytu w Londynie, Sicard, Massieu i Clerc – wówczas 28-letni główny asystent Sicarda – odbyli z Thomasem Gallaudetem liczne prywatne rozmowy, a następnie zaprosili go do swojego instytutu w Paryżu. 
Thomas Gallaudet wrócił do Hartford po 15 miesiącach, w 1816. Towarzyszył mu Laurent Clerc, zatrudniony na stanowisko nauczyciela w planowanej lokalnej szkole dla głuchoniemych – pierwszej amerykańskiej szkole tego typu (w czasie podróży uczyli się wzajemnie swoich języków). W kwietniu 1817 w Hartford rozpoczął działalność Asylum for the Deaf and Dumb (Azyl dla głuchoniemych). Pierwszą uczennicą była Alice. Po roku mury szkoły wypełniali uczniowie w wieku od 10 do 51 lat. 

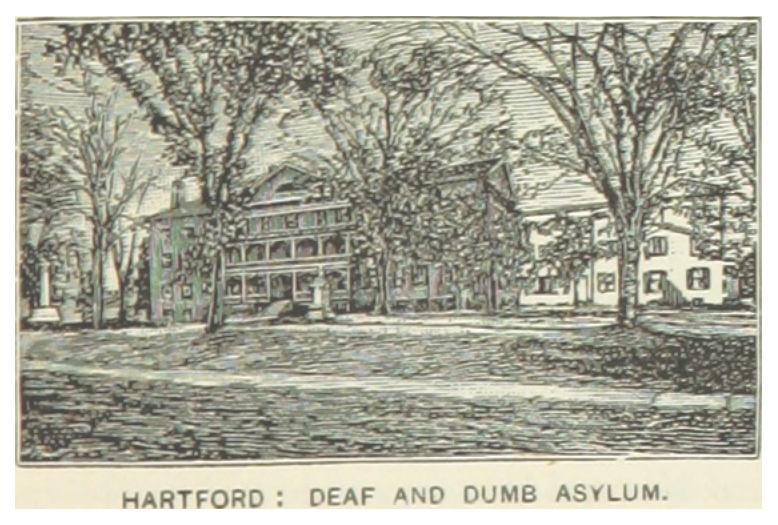
Asylum for the Deaf and Dumb w Hartford

W następnych latach Thomas Gallaudet i Laurent Clerc wytrwale rozwijali specyficzne metody edukacji głuchoniemych oraz amerykańską odmianę francuskiego języka migowego (ASL – American Sign Language) i metodę kombinowaną, symultaniczną (zob. tłumaczenie ustne). Równocześnie zabiegali o społeczne poparcie dla swojej działalności. W czasie licznych spotkań, organizowanych w różnych miejscowościach, silne wrażenie na uczestnikach wywoływał Laurent Clerc – człowiek głuchoniemy, który imponował wykształceniem i inteligencją. Gallaudet i Clerc zyskali nie tylko poparcie dla ośrodka w Hartford, ale również wielu entuzjastycznych naśladowców – otwierano liczne podobne szkoły z internatami, w których rozwijały się społeczności niesłyszących. Następował szybki rozwój ich specyficznej kultury (zob. kultura Głuchych, historia). Według Sacksa:

Można powiedzieć, że nastąpiło wtedy swoiste „nawrócenie się” społeczeństwa amerykańskiego.

Atmosferę, panującą w Asylum for the Deaf and Dumb, przedstawił m.in. Edwin John Mann – głuchoniemy wychowanek ośrodka w Hartford – w popularnej książce The Deaf and Dumb (Głusi i niemi), wydanej w 1836. Współcześnie Oliver Sacks napisał m.in.:

 Atmosfera w Hartford, podobnie jak podobnych szkołach tego typu, była pełna entuzjazmu i podniecenia, które towarzyszą jedynie przedsięwzięciom intelektualnym lub humanitarnym o przełomowym znaczeniu dla ludzkości.

W sierpniu 1821 Thomas Gallaudet poślubił jedną z wychowanek Asylum for the Deaf and Dumb, głuchoniemą Sophię Fowler. Mieli ośmioro dzieci. Najmłodszym z nich był Edward  Gallaudet, późniejszy kontynuator dzieła ojca.

### Lata 1831–1851
Thomas Gallaudet pracował w Asylum for the Deaf and Dumb w Hartford do 1831. W kolejnych latach był duszpasterzem w miejscowym więzieniu oraz w ośrodku odosobnienia dla obłąkanych, poświęcał też dużo czasu swojej licznej rodzinie. Nadal popularyzował i wspierał działalność na rzecz edukacji niesłyszących.
Zmarł z powodu powikłań po przebytej w dzieciństwie chorobie płuc.

## Znaczenie dla edukacji głuchoniemych
| Rok  | Liczba szkół | Liczba uczniów | Liczba stanów dotujących |
| 1817 | 1            | 12             | 1                        |
| 1820 | 2            | *              | 2                        |
| 1830 | 3            | *              | 9                        |
| 1840 | 6            | *              | 14                       |
| 1851 | 13           | 1100           | 23                       |

Szkoły, otwierane w różnych stanach USA dla niesłyszących dzieci, odnosiły spektakularne sukcesy. Coraz powszechniejsze było przekonanie, że konieczne jest umożliwienie głuchoniemym zdobywania również wyższych stopni wykształcenia. Pierwsza szkoła tego typu – Kendall School – powstała w 1857 z inicjatywy Amosa Kendalla, znanego adwokata, polityka, wydawcy, filantropa. A. Kendall przekazał na ten cel swój dom z ponad 8 tys. m² gruntu (Kendall Green) w Waszyngtonie. Pierwszym kuratorem został 20-letni Edward Miner Gallaudet, polecany przez Isaaca Lewisa Peeta. Matka młodego i nieżonatego kuratora, wdowa Sophia Fowler, została uznana za matronę szkoły. Edward Gallaudet kierował instytucją przez ok. 50 lat. Przyczynił się w wielkim stopniu do jej szybkiego rozwoju. W czerwcu 1864 Kongres Stanów Zjednoczonych nadał szkole Kendalla status Columbia Institution for the Education of the Deaf and Dumb and the Blind. W następnym roku zainaugurowano działalność National Deaf-Mute College, otwartego dla pięciu uczniów
Po 1880 Edward Gallaudet zdecydowanie sprzeciwiał się ustaleniom międzynarodowej konferencji w Mediolanie – uznaniu, że zalecana jest „ustna” metoda edukacji (korzystanie z języka migowego, w tym SignWriting, powinno być zabraniane). Wbrew zakazom zachował ten język w swojej szkole. Taka postawa miała fundamentalne znaczenie dla dalszego rozwoju edukacji niesłyszących. 
W 1893 szkołę nazwano Gallaudet College, dla uhonorowania wielebnego Thomasa Gallaudeta, a od 1986 działa jako Uniwersytet Gallaudeta.
Na przełomie XX i XXI wieku uniwersytet ten pozostawał światowym centrum kultury Głuchych, jedyną uczelnią wyższą dla niesłyszących, kształcącą w zakresie nauk humanistycznych i artystycznych. Nauki ścisłe i techniczne głuchoniemi mogą studiować w wielu uczelniach na świecie – największą z nich jest Instytut Techniczny w Rochester.